# おもひで泥棒
『おもひで泥棒』（おもいでどろぼう）はシンガーソングライターさだまさしの1994年10月25日発表のソロ20枚目のオリジナル・アルバムである。

## 概要
さだのこよなく愛する日本の美しい情景と発表当時から現代に続くどこか物悲しく寂しい社会の風景を描いた作品で構成されている。
一部作品は翌年、1995年の『さよなら にっぽん』でより顕著になる。さだが伝えようとしている日本の現状に対する憂いを逆説的に表現したものとなっている。

## 解説
1. 病んだ星
この、地球という星に生まれたことへの喜びの中に、地球と地球に生きる我々人類が抱える様々な問題への警鐘を含ませた作品。出だしの部分は、さだの所有する「詩島」で実際の波の音や蝉の声をバックにして収録された。
2. 春の鳥
初恋の相手へ出しそびれていた手紙を燃やすことで、ようやく一人前の女性になった女性の回想と決心を示した作品。
3. 予約席
妹の佐田玲子に提供した曲のセルフ・カヴァーである。
生きることで訪れる悲しさや寂しさと、どのような人間でも不要な人間は存在しないというさだの想いを表した作品。
4. 約束
小林幸子に提供した曲のセルフ・カヴァーである。小林の歌手30周年記念ソング。
遠い昔、母と交わした「約束」を果たすため、前向きに生きる女性の心理を表した作品。
後に小林幸子自身が、自身のアルバム『いそしぎ』でカヴァー。この曲で紅白歌合戦にも出場している。
5. ヴァージン・ロード
結婚を夢見ていた女性の結婚の様子を、その女性を見守る第三者の視点から見守り祝福している曲。
6. ひまわり
人の心を一輪の花に例え、それぞれの個性、それぞれの好み、それぞれの悲しみを表した作品。これも玲子への提供曲である。2008年のさだのデビュー35周年トリビュート・アルバム『さだのうた』では、親子でさだと交流の深い平原綾香がカヴァー。
7. ひとりぽっちのダービー
的場均騎手の1,000勝記念に、さだが的場に贈った曲のセルフカバー。的場が歌ったCDも存在するが、これは関係者のみへの配布であり、市販されていない。過去に大成しなくとも、その人にとっては「成功」以上の掛け替えのないものが存在しているということを表した作品。
8. 関白失脚
さだの代表曲、「関白宣言」の続編兼パロディ。NHKホールでのライブ録音である。
結婚した男性を待ち受ける現実と、その現実に対するささやかな願いと幸せを表現した作品。
「ヴァージン・ロード」のカップリング曲。
9. 病んだ星（インターミッション）
先の「病んだ星」から、この星に生きる喜びのみを歌い、さらに強調した作品。
10. ソフィアの鐘
東京都千代田区にある上智大学四谷キャンパス周辺のクリスマスの風景を表した作品。
タイトル及び曲中に登場する「ソフィア」とは、上記の上智大学の通称で「叡智」を意味するギリシャ語「ソピアー（Σοφια）」から派生したラテン語。
11. おもひで泥棒
人に必ず訪れる「老い」について優しく、かつシリアスにとらえた作品。
曲は認知症を患う優しいおばあさんが持っていたはずの楽しい思い出が無くなることを「おもひで泥棒」が盗んでたのではないかと心配するそのおばあさんの孫にさだが優しく諭すという形式である。
12. 虹 〜ヒーロー〜
雪村いづみの歌手生活40周年を記念して提供した曲。雪村のアルバム『I'm a Singer』に収録されている「虹〜Singer〜」として書かれたが、雪村盤がリリースされる前に、さだのライヴ・アルバム『のちのおもひに』に収録された。歌詩は男性語で書かれているが「虹～Singer～」は女性語に変更されている。
虹のように美しくも儚い歌手としての人生に妥協なく真っ直ぐに生きる人物の姿を現した作品。

## 収録曲
| 全作詞・作曲: さだまさし、全編曲: 渡辺俊幸（特記以外）。 |                                      |            |            |      |
| #                                                        | タイトル                             | 作詞       | 作曲・編曲 | 時間 |
| 1.                                                       | 「病んだ星」                         | さだまさし | さだまさし | 3:43 |
| 2.                                                       | 「春の鳥」                           | さだまさし | さだまさし | 7:32 |
| 3.                                                       | 「予約席」                           | さだまさし | さだまさし | 5:04 |
| 4.                                                       | 「約束」                             | さだまさし | さだまさし | 5:57 |
| 5.                                                       | 「ヴァージン・ロード」               | さだまさし | さだまさし | 5:22 |
| 6.                                                       | 「ひまわり」                         | さだまさし | さだまさし | 7:54 |
| 7.                                                       | 「ひとりぽっちのダービー」           | さだまさし | さだまさし | 7:05 |
| 8.                                                       | 「関白失脚」(編曲: act 21 Tour Band) | さだまさし | さだまさし | 7:15 |
| 9.                                                       | 「病んだ星 (インターミッション)」    | さだまさし | さだまさし | 1:30 |
| 10.                                                      | 「ソフィアの鐘」                     | さだまさし | さだまさし | 6:37 |
| 11.                                                      | 「おもひで泥棒」                     | さだまさし | さだまさし | 5:16 |
| 12.                                                      | 「虹 ～ヒーロー～」                  | さだまさし | さだまさし | 6:36 |
| 合計時間:                                                | 合計時間:                            | 69:51      |            |      |

## 曲注釈
- 全曲、作詩[1]・作曲：さだまさし

## 主な参加ミュージシャン
- ギター：石川鷹彦
- ピアノ：吉田弥生
- ストリングス：小池弘之Strings (2,4,11)、篠崎正嗣Strings (5,6,12)

ほか